# 1903-as magyar teniszbajnokság
Az 1903-as magyar teniszbajnokság a tizedik magyar bajnokság volt. A bajnokságot május 23. és 25. között rendezték meg Budapesten, a BLTC margitszigeti pályáján.

## Eredmények
| Versenyszám  | Arany           | Arany | Ezüst            | Ezüst | Bronz                           | Bronz |
| ------------ | --------------- | ----- | ---------------- | ----- | ------------------------------- | ----- |
| Férfi egyéni | Segner Pál BBTE |       | Schmid Ödön BLTC |       | Tóth Ede BLTCYolland Arthur MAC |       |

Megjegyzés: Tóth Edét többször is a Nagyvárad versenyzőjeként említették.